# Liste der Ehrenbürger von Kulmbach
Die Ehrenbürgerwürde ist die höchste kommunale Auszeichnung der Stadt Kulmbach. Daneben vergibt die Stadt auch eine silberne und eine goldene Bürgermedaille.
Seit 1848 wurden folgende Personen zu Ehrenbürgern ernannt. Die Ehrenbürgerschaft an den Fabrikbesitzer Hans Sauermann wurde von den Nationalsozialisten aberkannt. Die während der Zeit des Nationalsozialismus an Adolf Hitler, Hans Schemm, Oskar Petschke und Todt verliehenen Ehrenbürgerschaften wurden Ende 1945 durch Stadtratsbeschluss wieder aufgehoben.
Hinweis: Die Auflistung erfolgt chronologisch nach Datum der Zuerkennung.

## Die Ehrenbürger der Stadt Kulmbach
1. Johann Peter Apollonius Weltrich (* 30. April 1781 in Kulmbach; † 23. August 1850 in Kulmbach)
Rentamtmann
Verleihung 1843
2. Carl Rosenkrantz († 1893)
Bürgermeister
Verleihung am 1. Januar 1888
3. Theodor Leopold Landgraf († 1908)
Kgl. Oberamtsrichter
Verleihung am 30. April 1890
4. Michel Täffner († 16. Mai 1900)
Kgl. Kommerzienrat
Verleihung am 2. November 1897
5. Hermann Limmer († 18. November 1921)
Kgl. Kommerzienrat, Landtagsabgeordneter
Verleihung am 5. Oktober 1900
6. Fritz Hornschuch (1874–1955)
Kommerzienrat, Spinnereidirektor
Verleihung am 16. September 1922
  - Hans Sauermann († 17. Mai 1933)

Fabrikbesitzer
Verleihung am 4. Januar 1923, aberkannt durch die Nationalsozialisten
7. Wilhelm Meußdoerffer (1858–1931)
Kommerzienrat
Verleihung am 15. September 1927
8. Wilhelm Schröder († 14. April 1938)
Kommerzienrat
Verleihung am 4. September 1930
9. Paul von Hindenburg (* 2. Oktober 1847 in Posen; † 2. August 1934 auf Gut Neudeck)
Reichspräsident
Verleihung am 27. April 1933
  - Adolf Hitler (* 20. April 1889 in Braunau am Inn; † 30. April 1945 in Berlin)

Reichskanzler
Verleihung am 27. April 1933, aberkannt Ende 1945
  - Hans Schemm (* 6. Oktober 1891 in Bayreuth; † 5. März 1935 in Bayreuth)

Kultusminister
Verleihung am 27. April 1933, aberkannt Ende 1945
  - Oskar Petschke

Kommerzienrat
Verleihung am 27. April 1933, aberkannt Ende 1945
  - Fritz Todt (* 4. September 1891 in Pforzheim; † 8. Februar 1942 bei Rastenburg)

Generalinspektor für das deutsche Straßenwesen
Verleihung am 23. September 1937, aberkannt Ende 1945
10. Michel Weiß (* 19. September 1867 in Kulmbach, † 10. April 1951 in Kulmbach)
Kunstmaler
Verleihung am 20. November 1947
11. Eduard Meußdoerffer (1881–1966)
Fabrikbesitzer
Verleihung am 25. Januar 1956
12. Georg Hagen (* 12. September 1887 in Kulmbach; † 18. November 1958 in München)
Oberbürgermeister
Verleihung am 24. Juli 1957
13. Hans Herold († 27. November 1964)
Bäckermeister, Gastwirt, 3. Bürgermeister
Verleihung am 22. Mai 1959
14. Albert Ruckdeschel († 1971)
Fabrikbesitzer
Verleihung am 14. Januar 1965
15. Heinrich Weiskopf († 1986)
Anwalt und Stadtrat
Verleihung 1973
16. Karl Herold (* 6. November 1921 in Kulmbach; † 1. September 1977 ebd.)
MdB, Parlamentarischer Staatssekretär
Verleihung 1977
17. Max Beyerlein († 1983)
Bürgermeister
Verleihung 1978
18. Erich Stammberger († 2004)
Oberbürgermeister a. D.
Verleihung 1996
19. Thomas Gottschalk (* 18. Mai 1950 in Bamberg)
Moderator
Verleihung 2001
20. Horst Uhlemann (* 9. Januar 1928; † 20. August 2011)
Verleger
Verleihung am 14. April 2002
Uhlemann wurde für seine außerordentlichen Verdienste um das Gemeinwohl und die Wirtschaft der Stadt zum Ehrenbürger ernannt.
21. Horst Kühne
Unternehmer
Verleihung 2005
22. Hans Albert Ruckdeschel
Unternehmer
Verleihung 2007